# Guillaume-Nicolas-Pantaléon Moutier
Guillaume-Nicolas-Pantaléon Moutier est un homme politique français né le 9 janvier 1742 à Sézanne (Marne) et décédé le 18 juin 1795 à Châlons-sur-Marne (Marne).
Lieutenant général civil au bailliage de Sézanne, il est député du tiers état aux états généraux de 1789 et siège dans la majorité.

## Sources
- « Guillaume-Nicolas-Pantaléon Moutier », dans Adolphe Robert et Gaston Cougny, Dictionnaire des parlementaires français, Edgar Bourloton, 1889-1891 [détail de l’édition]